# 黄果树爬岩鳅
黄果树爬岩鳅（学名：Beaufortia huangguoshuensis）为平鳍鳅科爬岩鳅属的鱼类。在中国，分布于珠江水系等。该物种的模式产地在贵州省镇宁县黄果树瀑布上段河床、打帮河，属珠江水系。
其种加词“huangguoshuensis”意为“贵州黄果树的”。